# På sporet af den hellige krig
På sporet af den hellige krig er en dansk dokumentarserie i tre afsnit fra 2008 instrueret af Jakob Gottschau og Øjvind Hesselager.
På sporet af den hellige krig følger i tre afsnit sporerne fra Al Quedas terrorhandlinger tilbage til Egypten i 1940'erne. Her begyndte bevægelsen, som senere spredte sig til resten af Mellemøsten. Og i sidste ende til det meste af verden. Den hellige krig blev global.

## Afsnit
| # | Titel       | Første sendedag |
| --- | ----------- | --------------- |
| 1 | "Ideologen" |                 |
| Da radikale islamiske terrorister angreb World Trade Center og senere tog i Madrid og London, blev hele den vestlige verden udfordret. Hvordan skulle man reagere? Og hvordan var det kommet så vidt? Sporene går tilbage til 1940'ernes Egypten og Det Muslimske Broderskab, der hurtigt var blevet en indflydelsesrig social og religiøs bevægelse næret af drømmen om et islamistisk Egypten. |             |                 |
| 2 | "Krigerne"  |                 |
| I 1981 forsøger en gruppe islamiske ekstremister at omstyrte Egypten. Det lykkedes at slå landets præsident ihjel, men revolutionen udeblev. En af nøglepersonerne møder senere saudiaraberen Osama Bin Laden i Afghanistan, og sammen former de en organisation, som verden ikke har set mage: Terrorbevægelsen Al Queda.                                                                       |             |                 |
| 3 | "Netværket" |                 |
| Det meste af verden lever i dag med angsten for terrorangreb udtænkt og gennemført af radikale muslimer. Vestens krig mod terror har ganske vist sprængt Al Qaeda og drevet ledelsen på flugt. Men Al Queda har formået at omdanne sig til et netværk, der også omfatter unge europæiske muslimer. Via satellit-tv og Internet fodres de med et massivt budskab om hellig krig.                  |             |                 |